# Josip Elez
Josip Elez (født 25. april 1994) er en kroatisk fodboldspiller, der optræder som forsvarsspiller i HNK Rijeka, hvortil han kom i sommeren 2016 fra italienske S.S. Lazio.
I perioden 2015-16 var han udlånt til AGF  fra Lazio.
Han har tidligere spillet i kroatiske HNK Hajduk Split. Elez har spillet nogle kampe på de kroatiske ungdomslandshold.